# Von der Skyline zum Bordstein zurück
Von der Skyline zum Bordstein zurück è il quarto album da solista del rapper berlinese Bushido. L'album è uscito il 4 settembre del 2006 attraverso la Label indipendente ersguterjunge.

## Contenuto
Il nome del disco si basa sul suo album d'esordio da solista Vom Bordstein bis zur Skyline, che è stato pubblicato nel 2003 dalla Label indipendente Aggro Berlin.
In alcuni pezzi del´album, Bushido, utilizza alcune rime già apparse ai tempi in cui era ancora sotto contratto con Label indipendente Aggro Berlin. Su molte tracce, il rapper provoca i suoi ex compagni della Label indipendente Aggro Berlin Sido, B-Tight e Fler. Ma non solo loro, anche Raptile, Curse, Ercandize, i membri della Label indipendente berlinese Amstaff (soprattutto il rapper Bass Sultan Hengzt), Tefla & Jalee e il rap trio Rapsoul.
L'album segnala una caratteristica speciale perché è un album puro, privo di features.

## Produzione
Il disco è stato prodotto interamente da Bushido e Kingsize che ha prodotto 2 tracce e ha mixato il disco.

## Successo e singoli
Il disco ha avuto una buona posizione nella Media Control Charts ovvero 2º posto.
Dopo soli due settimane dalla pubblicazione del disco, l'album ha ricevuto un disco d´oro sia in Germania che in Austria.
Il 31 maggio del 2007 durante una trasmissione televisiva, condotta da Johannes Baptist Kerner, il conduttore ha invitato il rapper come ospite nella trasmissione e ha spiegato al mondo televisivo tedesco che Bushido con il disco Von der Skyline zum Bordstein zurück ha ricevuto il disco di platino in Germania per aver venduto oltre 200.000 dischi.
I singoli estratti dal disco sono Von der Skyline zum Bordstein zurück (GER numero 14), Sonnenbank Flavour (GER numero 15) e Janine (GER numero 23)

## Tracce
1. Intro – 2:08
2. Universal Soldier – 3:43
3. Weißt Du ? – 3:39
4. Goldrapper – 3:54
5. Sonnenbank Flavour – 3:40
6. Kurt Cobain – 3:28
7. Wenn ein Gangster weint – 3:32
8. Ich schlafe ein – 3:16
9. Hast Du was bist Du was – 4:08
10. Alphatier – 3:43
11. Bloodsport – 4:01
12. Sex in the City – 4:02
13. Dealer vom Block – 3:48
14. Bravo Cover – 3:10
15. Ich regele das – 3:44
16. Kickboxer – 3:26
17. Blaues Licht – 3:59
18. Janine – 3:56
19. Kein Fenster – 3:46
20. Von der Skyline zum Bordstein zurück – 4:03
21. Outro – 1:37